# Michael Sassen
Michael Sassen (ca. 1977) is een Nederlandse bowler en pokerspeler. Hij vertegenwoordigde Nederland als bowler op grote internationale wedstrijden. Hij gooide tijdens wedstrijden meerdere perfectgames (300 punten). Hij is opgenomen in het boek "De Top 500 - de beste Nederlandse Sporters van de eeuw".
Michael is de zoon van profbowler Wim Sassen. Op 5-jarige leeftijd begon hij met bowlen op de baan van zijn vader "Bowling Scheveningen". Op 10-jarige leeftijd begon hij serieus met trainen. Naast zijn wedstrijden traint hij zo'n twee en drie uur per dag. In 1992 gooide hij tijdens de huiscompetitie van Bowling Scheveningen zijn eerste "perfect game". Hier streek hiermee een bedrag van 75.000 gulden op. In 1995 verbeterde hij met 1540 het wereldrecord pins in zes spelen. Op het WK 1995 in Reno hielp hij Nederland aan drie wereldtitels, namelijk Trios, 5-Player Team en All-Events. Individueel eindigde hij op een zesde plaats. In 1998 werd hij met zijn bowlingpartner Gerard Wijnstra wereldkampioen dubbel tot 23 jaar. In zes games scoorde het duo 2535 punten.
Hij speelt ook poker en won enkele toernooien, zoals de Breda Series of Poker 2010 en de North Sea Poker Classics 2010.

## Palmares

### poker
- 2017: 7e Utrecht Poker Series
- 2016: 30e Master Classics of Poker
- 2016: 2e Scheveningen Poker Series
- 2015: 9e Scheveningen Poker Series
- 2014: 4e Rotterdam Poker Series
- 2013: 5e Breda Series of Poker
- 2012: 6e Scheveningen Series of Poker
- 2010: 1e Breda Series of Poker
- 2010: 1e North Sea Poker Classics
- 2010: 4e Dom Classics
- 2009: 2e Mega Stack Series
- 2009: 66e Deep Stack Extravaganza III
- 2009: 3e Paris Open of Poker
- 2008: 97e Mega Stack Series
- 2008: 6e North Sea Poker Classics